# Abetalipoproteinemija
Abetalipoproteinemija (ili Bassen-Kornzweigov sindrom) je rijedak genetički poremećaj metabolizma lipida, iz skupine hipobetalipoproteinemija, koji nastaje kao posljedica mutacije gena za mikrosomsku bjelančevinu koja je prijenosnik triglicerida (engl. "microsomal triglyceride transfer protein – MTP"). Opisano je nekoliko mutacija gena za MTP. Bolest se nasljeđuje autosomno recesivno. MTP prenosi trigliceride koji se spajaju s apolipoproteinom B i tako nastaju hilomikroni i lipoproteini vrlo male gustoće (VLDL). Bez triglicerida ne sintetizira se niti apo B. 
U krvi nalazimo smanjenu razinu apoB, kolesterola i triglicerida, tj. samo HDL čestice. Kao posljedica dolazi do smanjene apsorpcije masti i vitamina topljivih u mastima (A, D, E, K) iz probavnog sustava. Takav poremećaj klinički se manifestira već u ranoj životnoj dobi i to steatorejom, te nepodnošenjem masti, a dolazi i do posljedica hipovitaminoza (najizraženije nedostatak vitamina E što uzrokuje neurološka oštečenja). 
Liječenje se sastoji od posebne dijete s ograničenom količinom masti, te nadoknadom vitamina.
|  | Molimo pročitajte upozorenje o korištenju medicinskih informacija. Ne provodite liječenje bez savjetovanja s liječnikom! |